# Dieter Wendisch
Dieter Wendisch (ur. 9 maja 1953 w Gauernitz) – niemiecki wioślarz reprezentujący NRD, dwukrotny medalista olimpijski i trzykrotny medalista mistrzostw świata.

## Kariera
Wystąpił na igrzyskach olimpijskich w Montrealu w 1976, gdzie osada NRD w składzie: Bernd Baumgart, Gottfried Döhn, Werner Klatt, Hans-Joachim Lück, Dieter Wendisch, Roland Kostulski, Ulrich Karnatz, Karl-Heinz Prudöhl i Karl-Heinz Danielowski (sternik) zdobyła złoty medal w ósemkach. W finale o 2,53 sekundy wyprzedzili Wielką Brytanię i o 5,22 sekundy pokonali osadę Nowej Zelandii. Na rozgrywanych cztery lata później igrzyskach olimpijskich w Moskwie startował w czwórkach ze sternikiem. Wspólnie z Gottfriedem Döhnem, Ullrichem Dießnerem, Walterem Dießnerem i Andreasem Gregorem zdobył kolejne złoto, wyprzedzając o 4,54 sekundy osadę ZSRR i o 8,01 sekundy osadę Polski.
Na mistrzostwach świata w Nottingham (1975) także zwyciężył w ósemkach. Następnie zdobył złote medale w czwórkach ze sternikiem na mistrzostwach świata w Amsterdamie (1977) i mistrzostwach świata w Cambridge (1978).
W 1976 odznaczony Orderem Zasługi dla Ojczyzny.
Z wykształcenia jest inżynierem. Po zakończeniu kariery wioślarskiej był między innymi dyrektorem technicznym toru bobslejowo-saneczkarskiego w Altenbergu.